# استخدام المضاد الحيوي في المواشي

استخدام المضاد الحيوي في المواشي هو استخدام المضادات الحيوية لأي غرض في تربية الحيوانات ومن هذه الأغراض العلاج أثناء المرض وعلاج مجموعة من الحيوانات إذا تم تشخيص حالة واحدة على الأقل بأنها مريضة (العلاج الإجمالي ، وتشبه طريقة علاج الالتهاب السحائي البكتيري لدي الأطفال ) والعلاج المناعي (الوقائي) ضد الأمراض. إن استخدام الجرعات دون الجرعات العلاجية المحددة في طعام وشراب الحيوانات لتعزيز نموها وتحسين كفاءة الغذاء، قد تم حظرها من قبل الولايات المتحدة في 1 من يناير عام 2017 نتيجة لتوجيهات هيئة الدواء والغذاء البيطرية، كما أنه قد تم حظره في أوروبا منذ عام 2006. ينظر هذا الموضوع إلى استخدام المضاد الحيوي لتعزيز النمو في الولايات المتحدة ولا يتضمن المعالجة ولا الوقاية ولا العلاج الاجمالي في أوروبا.
إن الأدوية المضادة للميكروبات (وتشمل المضادات الحيوية ومضادات الفطريات) وغيرها من العقاقير يمكن فقط أن تستخدم بواسطة الأطباء البيطريين وأصحاب المواشي  في الولايات المتحدة لأغراض العلاج والتحكم أو الوقاية من الأمراض. وبعض البلاد الأخرى الموجودة خارج أوروبا يمكنها  أن تستخدم أدوية مضادة للميكروبات لزيادة معدل نمو المواشي والدواجن وغيرها من الحيوانات التي يتم تربيتها الرغم من أن الأطباء البيطريين غير مسئولين عن المستحضرات الدوائية بشكل دائم.توجد اهتمامات عالمية حول استخدام المضادات الحيوية لتعزيز النمو أو لأغراض علاجية بسبب وجود احتمالية لبعض العقاقير أن تقتحم سلسلة غذاء الإنسان على الرغم من أن قياسات التباعد واختبارات منع المضاد الحيوي من البقاء في الطعام  قوية جداً ومن هذه الاهتمامات أيضاً زيادة مقاومة المضاد الحيوي في الحيوان علي الرغم من عدم اثبات احتمالية ارتباط المضاد الحيوي بمقاومة العدوي لدى البشر، ويهتم البعض بإساءة استعمال المضاد الحيوي. ربما تستخدم عقاقير أخرى فقط في حدود ضيقة وتسعي بعض الهيئات والمنظمات إلي الحد من استخدام كل العقاقير أو بعضها للحيوانات وتنظر هيئات أخرى مثل المنظمة العالمية لصحة الحيوان إلي أنه «بدون المضادات الحيوية سيكون هناك مشكلة في امداد البروتين الحيواني للبشر». ومع ذلك في سنة 2013 أصدر مركز مكافحة الأمراض قراراً تفصيلياً لمقاومة المضاد الحيوي وصنف أعلي 18 مقاوم للبكتيريا كونها ملحة وخطيرة ومن هذه الكائنات، ثلاثة (عدوي الكلوستريديوم ديفسيل مقاوم الكاربينيم والنيسرية البنية) قد صنفت كتهديدات ملحة  تتطلب رقابة وتجنب أكثر (طبقا لمركز مكافحة الأمراض) وقد تم تشخيص أكثر من مليونين من البشر في الولايات المتحدة وحدها بعدوى مقاومة المضاد الحيوي وأكثر من 23000 يموتوا كل عام بسبب مقاومة  العدوي (طبقا لمركز مكافحة الأمراض).
وبالنظر إلي المخاوف المتعلقة باستخدام المضادات الحيوية في تحويل الغذاء فإن البحث في البدائل مازال مستمرا.